# Lac du Poète
Lac du Poète är en sjö i Kanada.   Den ligger i regionen Mauricie och provinsen Québec, i den sydöstra delen av landet, 300 km norr om huvudstaden Ottawa. Lac du Poète ligger 401 meter över havet. Arean är 3,1 kvadratkilometer. Den ligger vid sjöarna  Lac de la Tête och Lac Rivas. Den sträcker sig 3,6 kilometer i nord-sydlig riktning, och 3,3 kilometer i öst-västlig riktning.
I omgivningarna runt Lac du Poète växer i huvudsak blandskog. Trakten runt Lac du Poète är nära nog obefolkad, med mindre än två invånare per kvadratkilometer.